# 1194年
| 千纪： | 2千纪 |
| 世纪： | 11世纪 \| 12世纪 \| 13世纪                                                                                           |
| 年代： | 1160年代 \| 1170年代 \| 1180年代 \| 1190年代 \| 1200年代 \| 1210年代 \| 1220年代                                     |
| 年份： | 1189年 \| 1190年 \| 1191年 \| 1192年 \| 1193年 \| 1194年 \| 1195年 \| 1196年 \| 1197年 \| 1198年 \| 1199年           |
| 纪年： | 甲寅年（虎年）；西夏天慶元年；金明昌五年；西辽天喜十七年；南宋绍熙五年；大理元亨十年；越南天資嘉瑞八年；日本建久五年 |

## 大事记
- 霍亨斯陶芬王朝的神聖帝國皇帝亨利六世收到赎金释放英格兰国王理查一世。
- 7月24日——趙汝愚、趙彥逾、葉適、徐誼、郭杲、韓侂冑等人，在獲得宋高宗之妻隆慈備福光祐太皇太后支持之下，迫使宋光宗禪位於兒子嘉王趙擴，自稱太上皇，史稱紹熙內禪。
- 韓侂冑進言排擠宗室趙汝愚，自此獨掌朝廷軍政十三年。
- 西夏桓宗李純祐改年號天慶。
- 金章宗明昌五年（1194年）黄河被改道经淮河入黄海。史称“黄河夺淮”。从此黄河主要是在南面摆动，郑州以下、清口以上的黄河主流移动不定，由泗水，或汴水或涡水入淮，或由颍水入淮，或同时分几支入淮，再入黄海。
- 塞爾柱土耳其被花剌子模滅亡，花剌子模取得呼羅珊和西伊朗地區。
- 12月25日——霍亨斯陶芬王朝的神聖帝國皇帝亨利六世成為西西里國王。

## 出生
- 朱潛

## 逝世
- 6月28日——宋孝宗趙昚
- 坦克雷迪，西西里国王
- 圖格里爾三世，塞爾柱土耳其末代蘇丹。